# Franz Lehár senior

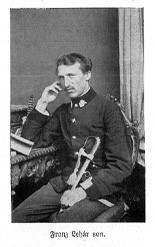
Franz Lehár senior

Franz Lehár senior (* 31. Jänner 1838 in Schönwald bei Sternberg, Markgrafschaft Mähren; † 7. Februar 1898 in Budapest) war ein Militärkapellmeister der K.u.k. Armee Österreich-Ungarn und Komponist.

## Leben
Franz Lehár sen. wurde in der Biedermeierzeit als Sohn des Kleinhäuslers Josef Lehár und seiner Frau Anna geb. Polách in Schönwald im mährischen Bezirk Olmütz im damaligen Kaisertum Österreich geboren. Nach der Volksschule erhielt er seinen ersten Musikunterricht bei Stadtkapellmeister Heydenreich im mährischen Sternberg. In den folgenden Jahren verdiente er sich seinen Lebensunterhalt als Wandermusiker in der Mähren und im angrenzenden Niederösterreich und scheint 1855 als Waldhornist am Theater an der Wien, wo er nebenbei am Wiener Konservatorium Musik studierte. Zwei Jahre später, 1857, trat Lehár in die Militärkapelle des K. u. k. Infanterieregiments Nr. 5 „Freiherr von Klobučar“ ein und nahm 1859 am Zweiten Italienfeldzug teil.
In der Folge erarbeitete Lehár unter der Leitung von Alois Gielg erste Arrangements und Kompositionen für Militärmusik und wurde 1863 zum Militärkapellmeister des K.u.k. Infanterieregiment Nr. 50 „Großherzog von Baden“ ernannt, in dem er insgesamt 24 Jahre (1863–1880 und 1888–1895) diente. 1866 nahm Lehár am Italienfeldzug im Dritten Italienischen Unabhängigkeitskrieg teil, wo er am Vorabend der Schlacht bei Custozza den „Oliosi-Sturm-Marsch“ komponierte.
Als sein Regiment 1868 nach Komorn verlegt wurde, heiratete Lehár dort 1869 seine Frau Christine Neubrandt (1849–1906), die ihm sechs Kinder schenkte, von denen drei das Kindesalter überlebten. Bedingt durch den häufigen Standortwechsel des Regiments kamen die Kinder des Paares an verschiedenen Orten der Monarchie zur Welt. Franz Christian Lehar, der später als Operettenkomponist weltberühmt wurde, erblickte 1870 im damaligen ungarischen Komorn das Licht der Welt, sein Bruder Anton Lehar, der gegen Ende des Ersten Weltkriegs 1918 als Offizier von Kaiser Karl I. in den Freiherrnstand erhoben wurde, kam 1876 in Ödenburg zur Welt und seine Schwester Emilia Christina wurde als Nesthäkchen und Nachzüglerin 1890 in Wien geboren, wo Lehar als Angehöriger des Infanterieregiments Nr. 50 mit seiner Familie in der Rossauer Kaserne Quartier bezogen hatte. Lehár diente auch in anderen Infanterieregimentern der k.u.k. Armee wie dem IR Nr. 33 in Budapest, dem IR Nr. 102 „Freiherr von Catty“ in Prag und dem IR Nr. 89 in Wien.
Durch seine Komposition kam Franz Lehár senior im Laufe der Zeit zu beträchtlichen Wohlstand. Er besaß unter anderem Immobilien in Pressburg, Wien und Abbazia im damaligen österreichischen Küstenland. Franz Lehár sen. gehört neben Philipp Fahrbach, Josef Gungl, Bartheld von Keler, Alfons Czibulka, Karl Komzák und Carl Michael Ziehrer zu den klassischen österreichischen Militärkapellmeistern. Seine Werke erschienen vor allem bei den Verlagen Hoffmann & Weiner in Prag, Carl Hofbauer & Vinzenz Kratochwill sowie bei Haslinger in Wien und Carlo Schmidl in Triest.
Die letzten Lebensjahre verbrachte Franz Lehár senior als Kapellmeister im bosnisch-herzegowinischen Infanterieregiment Nr. 3 in Budapest, wo er auch Anfang Februar 1898 mit 60 Jahren verstarb und am dortigen Nationalfriedhof beerdigt wurde.

## Werke
(Quelle: )
- 1866 Oliosi-Sturm-Marsch
- 1883 Königin-Christine-Marsch
- um 1885 Catty-Marsch
- La Fiumana (Walzer)
- Jubel-Festmarsch
- Liebe und Wein (Polka)
- Lieder-Marsch über „O bitt' euch, liebe Vögelein“ und „Mein Liebster ist im Dorf der Schmied“
- Triumpfmarsch
- Creta-Marsch
- Ein Märchen aus Tausend und eine Nacht (Orchesterwerk)
- Radanovich-Marsch
- 1897 Ungarische Fantasie

## Auszeichnungen
- Kriegsmedaille[4]
- 1884 Ritterkreuz des Königl. Spanischen Ordens Isabella der Katholischen[7]